# Rehderodendron macrocarpum
Espèce
Classification phylogénétique
Statut de conservation UICN

 NT  : Quasi menacé
Rehderodendron macrocarpum est une espèce de plantes à fleurs de la famille des Styracaceae originaire de Chine et du Viêt Nam.